# Nya Lund
Nya Lund (även Lund och Tidningen Lund) var en tidning som utkom i Lund från 1884 och fram en bit på 1900-talet.
Utgivarebevis för tidningen Lund utfärdades den 26 november 1884 för redaktören Carl Fridolf Björling. Utgivarebevis för Tidningen Lund erhölls av folkskolläraren Nils Fredrik Carlström den 23 maj 1887, som också erhöll dylikt för Nya Lund den 31 mars 1892. M. Rahm var tidningens förläggare från och med den 7 december 1885-den 20 maj 1892.
Tidningen redigerades av Carl Fridolf Björling (Rolf Frid) 1884 till den 1 juni 1887, Henrik Wranér (sign. Alvar Lekare, W.) var medredaktör från den 3 juni 1887 till den 25 januari 1889, förut medarbetare sedan februari 1886. Nils Fredrik Carlström var redaktör från den 3 juni 1887.
Nya Lund trycktes på N. Fr. Carlström tryckeri från och med den 4 juli 1894 till den 31 januari 1900.
Bland medarbetarna i tidningen kan nämnas G. Alfred Brusewitz (oktober 1884-mars 1885), Olof Dehn (tillfälliga bidrag 1885-90), Erik W. Haneson (1884-85), Klas Erik Hellström (signaturer: K. E. H., Hellis, H. L. Ström) (1884-87(?)), Emil Kléen (december 1891-maj 1892), Lars Rydner (1892), Pehr Julius Wallin (mars 1890-oktober 1893) samt tillfälliga bidrag av Johannes Andersson Hall i Halleröd (poesi och reseskildringar under signaturen Helgo).
Tidningen trycktes på Berlings boktryckeri och stilgjuteri 1884- 1 maj 1885, Sjöström & Compani 4 maj-17 juli 1885, på Malmström & Companis tryckeri 20 juli 1885-16 oktober 1889, på E. Malmströms boktryckeri 18 oktober 1889-30 april 1890, på M. Rahms boktryckeri 2 maj 1890-19 oktober 1891, på Christian Bülows boktryckeri 21 oktober och den 23 oktober 1891, ånyo på M. Rahms boktryckeri, A. W. Wilner den 26 oktober 1891-11 maj 1894, hos E. Malmström 11 maj 1894 (extrablad). Håkan Ohlssons tryckeri 18 maj-2 juli 1894, och på N. Fr. Carlströms tryckeri 4 juli 1894-31 januari 1900. Därefter trycktes tidningen på Skånska Centraltryckeriet.